# كيتيلمير
كيتيلمير هي لسان بحيرة آيسل حيث يصب نهر آيسل، وتقع بين الأرض المستصلحة من البحر نوردأوست بولدر (أرض مستصلحة شمال شرق) وفليفولاند (شرق فليفولاند)، وتربط نهر آيسل إلى بحيرة آيسل.